# Metriseerbare ruimte
In de topologie en aanverwante deelgebieden van de wiskunde, is een metriseerbare ruimte een topologische ruimte die homeomorf is aan een metrische ruimte. Dat betekent dat men van een topologische ruimte {\displaystyle (X,{\mathcal {T}})} zegt dat deze metriseerbaar is als er een metriek {\displaystyle d} bestaat, zodanig dat de topologie geïnduceerd door {\displaystyle d} gelijk is aan {\displaystyle {\mathcal {T}}}. Iedere metrische ruimte is een hausdorff-ruimte, dus is iedere metriseerbare ruimte dat ook.
Metriseerbaarheidstellingen zijn stellingen die voor een topologische ruimte voldoende voorwaarden geven om metriseerbaar te zijn.
Karakteristiek voor metriseerbare topologieën is dat ze "net genoeg" open verzamelingen bevatten. Door een combinatie van een aftelbaarheidsaxioma (niet te veel open verzamelingen) en een scheidingsaxioma (voldoende veel open verzamelingen) kan metriseerbaarheid worden bewezen. Zo luidt de stelling van Smirnov-Nagata-Bing (1950-1951):
Een topologische ruimte is metriseerbaar als en slechts als ze regulier is (scheidingsaxioma {\displaystyle T_{3}}) en beschikt over een sigma-lokaal-eindige basis.